# Эдипсос
Эдипсо́с (греч. Αιδηψός) — деревня в Греции, на месте древнего города Эдепса. Расположена на северо-западном побережье Эвбеи, в 2 километрах к северу от приморского малого города Лутра-Эдипсу, в 67 километрах к северо-западу от Халкиды, в 53 километрах к востоку от Ламии и в 116 километрах к северо-западу от Афин. Входит в общину (дим) Истиея-Эдипсос в периферийной единице Эвбее в периферии Центральной Греции. Население 1249 жителей по переписи 2011 года.

## Описание
По западной окраине деревни проходит национальная дорога 77, которая связывает Эдипсос с Халкидой.
Область древнего города Эдепса (др.-греч. Αἴδεψος) с древних времён известна как бальнеокурорт с тёплыми целебными источниками. Современный курорт существует с 1887 года. 80 из 752 горячих источников Греции расположены в Эдипсосе, что делает его популярным туристическим центром.
Термальные (до 78 °C) хлоридные натриевые, в том числе радоновые минеральные воды. О минеральных источниках Эдипсос упоминали Аристотель и Плутарх, их посещали императоры Август, Адриан, Луций Корнелий Сулла, сэр Уинстон Черчилль, Элефтериос Венизелос, Теодорос Дилияннис, Георгиос Теотокис, Иоаннис Кондилакис, архиепископ Афинский Феоклит I, Аристотель Онассис, Мария Каллас, Костис Паламас, Марика Котопули и другие.

## Сообщество Лутра-Эдипсу
В общинное сообщество Лутра-Эдипсу входят семь населённых пунктов и монастырь Айос-Еорьос. Население 4519 жителей по переписи 2011 года. Площадь 46,822 квадратных километров.
| Наименование          | Население (2011), человек |
| --------------------- | ------------------------- |
| Илия                  | 233                       |
| Лутра-Эдипсу          | 2560                      |
| Маунис                | 0                         |
| Монастырь Айос-Еорьос | 7                         |
| Педуполи              | 2                         |
| Паралия-Айиу-Николау  | 448                       |
| Палилофон             | 20                        |
| Эдипсос               | 1249                      |

## Население
| Год  | Население, человек |
| ---- | ------------------ |
| 1991 | 1245               |
| 2001 | 1310               |
| 2011 | ↘ 1249             |